# كونغرس الفلبين
كونغرس الفلبين (بالتاغالوغية: Kongreso ng Pilipinas )‏ هو الهيئة التشريعية في الفلبين، الذي تأسس في 12 يونيو 1898، يتكون من المجلس الأعلى مجلس الشيوخ الفلبيني
الذي يضم 24 مقعداً، والمجلس الأدنى مجلس نواب الفلبين الذي يضم 292 مقعداً.